# プレミアムワールド
「プレミアムワールド」は、2022年11月23日にリリースの広瀬香美の7枚目のデジタル・シングル。発売元はMuse Endeavor。

## 解説
30周年記念アルバム『Kohmi30th』のオープニングを飾る1曲で、楽曲のテーマは「挑戦」。広瀬初となるラップにも挑戦するなど新境地を切り開いた1曲になっている。ジャケット写真やミュージックビデオには「コウミ仮面」と呼ばれる広瀬の顔を模ったお面が使用され話題になった。
リリースして数日後に、アメリカのSF映画「エブリシング・エブリウェア・オール・アット・ワンス」の日本語版テーマソングに起用された。配給会社のギャガからタイアップの話をもらった広瀬は驚愕し、計らいで映画を見る機会があったが、曲とシンクロする映画の内容に納得したという。

## 収録曲
| #         | タイトル               | 作詞                         | 作曲      | 編曲      | 時間 |
| --------- | ---------------------- | ---------------------------- | --------- | --------- | ---- |
| 1.        | 「プレミアムワールド」 | 広瀬香美（ラップ詞：Tokiii） | 広瀬香美  | 伊藤賢    | 4:10 |
| 合計時間: | 合計時間:              | 合計時間:                    | 合計時間: | 合計時間: | 4:10 |